# غار گاکال
اشکفت گاکال مربوط به دوران‌های تاریخی پس از اسلام است و در شهرستان گچساران، بخش باشت، ۳ کیلومتری شمال شرقی ملاسرتیب واقع شده و این اثر در تاریخ ۱۸ شهریور ۱۳۸۷ با شمارهٔ ثبت ۲۳۳۵۳ به‌عنوان یکی از آثار ملی ایران به ثبت رسیده است.